# Валмиерский драматический театр
Валмиерский драматический театр (латыш. Valmieras Drāmas teātris) — профессиональный репертуарный латышский драматический театр, основанный в 1919 году в Валмиере. 
До 1991 года носил названия: Театр Валмиерского совета (1919), Валмиерский драматический театр (1923—1926), Валмиерский театр (1926—1930), Северолатвийский театр (1930—1940, 1942—1943), Драмкружок Валмиерского рабочего профсоюза (1940—1941), Валмиерский драматический театр Латвийской ССР (1944—1953), Валмиерский государственный театр драмы им. Л. Паэгле (1953—1991). 
Находится на ул. Лачплеша, 4.

## История театра
В 1885 году Валмиерское латышское общество на месте бывшего Дерптского бастиона построило здание для выступления латышской любительской труппы. 29 марта 1919 года постановка режиссёром Я. Зариньшем пьесы Герхарта Гауптмана «Потонувший колокол», ознаменовала появление нового профессионального коллектива.
После первого сезона был перерыв и, получивший новое название театр, продолжил работу в 1923 году. Труппа почти сплошь состояла из любителей, заработную плату получали только главный режиссёр и ведущий актёр.
К 1930 году положение улучшилось и театр занял стабильную позицию. Для репертуарной политики театра характерно значительное присутствие пьес латышских авторов.
С 1987 года до начала 1990-х в связи с реконструкцией театра, спектакли ставились на других площадках. В 2004 году было окончено строительства нового здания, на сегодняшний день одного из самых современных и технически оснащённых среди латвийских театров. Спектакли идут в Большом, Круглом, Малом залах и на Сцене большого зала.
В 2008 году труппа театра состояла из 30 штатных и 15 заштатных актёров, многие из которых в разное время были отмечены призами престижной национальной театральной награды «Teātra balva», ежегодно вручаемой на торжественной церемонии «Ночь лицедеев».
В Валмиерском театре играли актёры: Волдемар Акуратерс, Айгар Апинис, Светлана Блесс, Индра Бурковска, Хелга Данцберга, Регина Девите, Лигита Девица, Артур Димитерс, Мара Земдега, Артур Калейс, Визма Калме, Арнис Лицитис, Эльза Радзиня, Рихард Рудакс, Эдгар Сукурс, Даце Эверса, Янис Яранс. Работали и работают режиссёры: Рудольф Балтайсвилкс, Арий Гейкинс, Ольгерт Дункерс, Ольгерт Кродерс, Петерис Крыловс, Феликс Дейч.

## Главные режиссёры и художественные руководители театра
- Я. Зариньш (1919)
- В. Абрамс (1930—1932)
- А. Зоммерс (1932—1936)
- Ж. Вейнбергс-Винкалнс (1934—1940, 1942—1943, 1945—1949)
- А. Лацис (1950—1957)
- П. Луцис (1943—1944, 1957—1991)
- В. Брасла (1995—2000)
- Т. Ласманис (2000—2001)
- Е. Сниедзе (с 2005)

## Избранные постановки
- 1966 — «Не жить без любви» Виктора Розова
- 1968 — «Родина» Екаба Яншевского
- 1970 — «Блудный сын» Рудольфа Блауманиса
- 1971 — «Мышеловка» Агаты Кристи
- 1971 — «Соловьиная ночь» Валентина Ежова
- 1972 — «Гамлет» Уильяма Шекспира
- 1972 — «Женские войны» Анны Бригадере
- 1973 — «Легенда о Каупо» Ария Гейкинса
- 1974 — «Из подслащённой бутылки» Рудольфа Блауманиса
- 1974 — «Три сестры» А. П. Чехова
- 1975 — «Дождь» по рассказу Уильяма Сомерсета Моэма
- 1976 — «Женщины Нискавуори» Хеллы Вуолийоки
- 1976 — «Синяя» Гунара Приеде
- 1977 — «Укрощение строптивой» Уильяма Шекспира
- 1978 — «Индраны» Рудольфа Блауманиса
- 1978 — «Мир за твоим окном» Паула Путниньша
- 1979 — «Гнездо глухаря» Виктора Розова
- 1980 — «До третьих петухов» по сказке Василия Шукшина
- 1981 — «Мнимый больной» Мольера
- 1982 — «Спридитис» Анны Бригадере
- 1983 — «Любовь сильнее чем смерть» Райниса
- 1984 — «Янис» Лелде Стумбре
- 1985 — «Сирано де Бержерак» Эдмона Ростана
- 1986 — «Учебная тревога» Гунара Приеде
- 1986 — «Вишнёвый сад» А. П. Чехова
- 1987 — «Диктатура совести» Михаила Шатрова
- 1990 — «Пожалейте нас» Паула Путниньша
- 1990 — «Шестой этаж» А. Жери
- 1991 — «Тётушка из Бразилии» Брэндона Томаса
- 1991 — «Последняя лодка» Мартиньша Зиверта
- 1992 — «Роза» Лелде Стумбре
- 1992 — «Сон в Янову ночь» Гунара Приеде
- 1992 — «Мы любим и мы живём» Франсуазы Саган
- 1993 — «Мистерии Юхана Нагеля» по роману Кнута Гамсуна
- 1994 — «Фердинандо» Аннибале Ручелло
- 1995 — «Почему это так, Мэл» Нила Саймона
- 1995 — «Такая любовь» Павла Когоута
- 1996 — «Венецианка» пьеса неизвестного автора XVI века
- 1996 — «Домашний враг» Екаба Зейболта
- 1997 — «Учитель из Варкальского уезда» Якоба Яншевского
- 1997 — «Иванов» А. П. Чехова
- 1998 — «Всё из-за этой шальной Паулины» по рассказу Визмы Белшевицы
- 1998 — «Свадьба Мюнхгаузена» Мартиньша Зиверта
- 1999 — «Живой труп» Л. Н. Толстого
- 2000 — «Мэри Поппинс» Памелы Трэверс
- 2000 — «Дачники» М. Горького
- 2002 — «Госпожа министерша» Бранислава Нушича
- 2002 — «Лето и дым» Теннесси Уильямса
- 2003 — «Песочница» Э. Сниедзе
- 2003 — «Дядя Ваня» А. П. Чехова
- 2004 — «Господин Пунтила и его слуга Матти» Бертольта Брехта
- 2005 — «Гедда Габлер» Генрика Ибсена
- 2005 — «Паукс и Шмаукс» по сказке Энид Блайтон
- 2005 — «Жизнь втроём» Р. Экленда
- 2005 — «Странная пара» Нила Саймона
- 2006 — «Король Лир» Уильяма Шекспира
- 2006 — «Три товарища» по роману Эриха Мария Ремарка
- 2007 — «Женщины Нискавуори» Хеллы Вуолийоки
- 2008 — «Разнесённый» Алвиса Лапиньша
- 2009 — «Король Лир в богадельне» Отара Багатурия
- 2009 — «Эмиль и берлинские мальчишки» Эриха Кестнера
- 2009 — «Мышеловка» Агаты Кристи
- 2010 — «Мария Стюарт» Фридриха Шиллера

## Награды
- Почётная грамота Президента Латвии (2019)[3].